# Lotnictwo bombowe

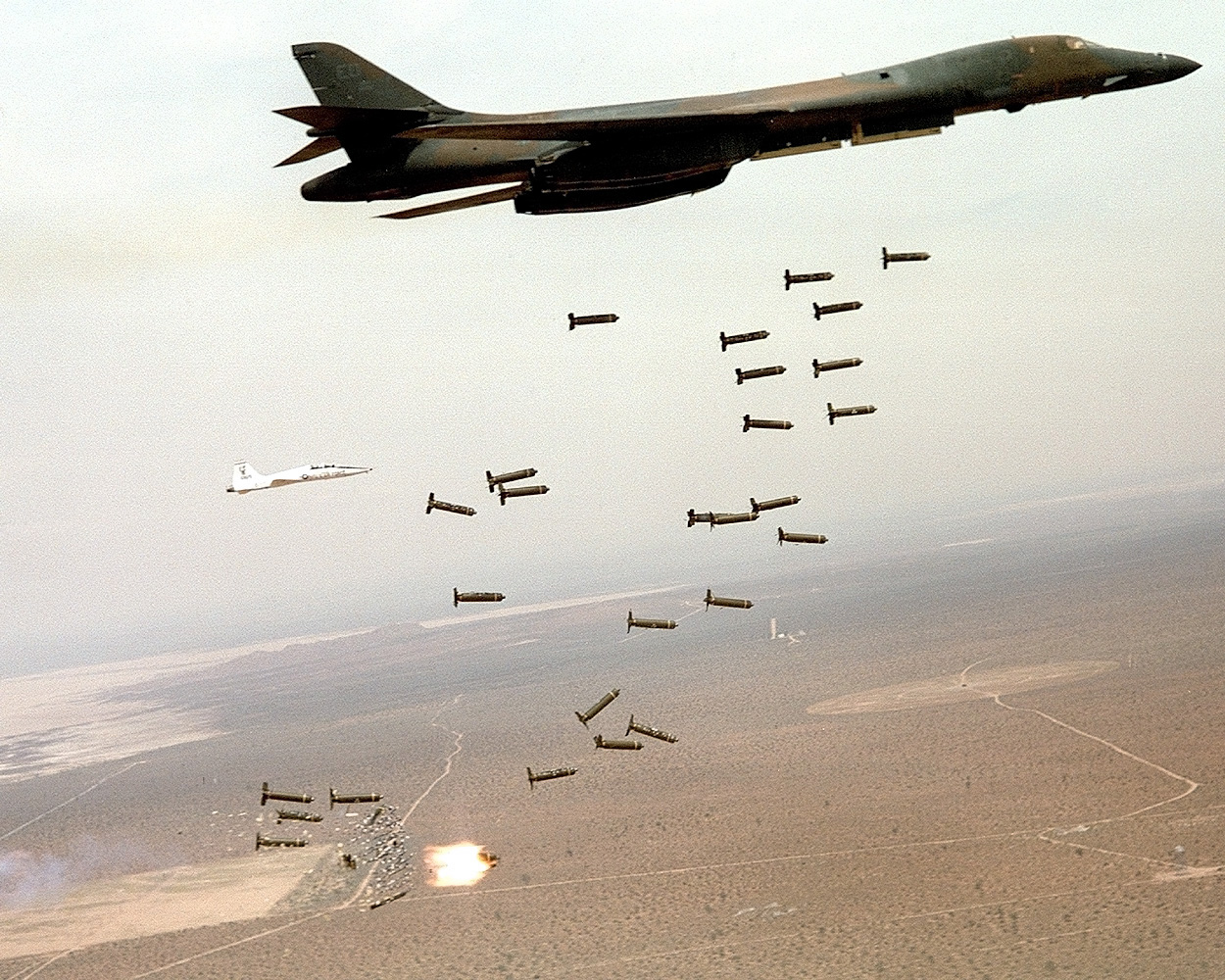
Rockwell B-1B Lancer podczas zrzucania bomb

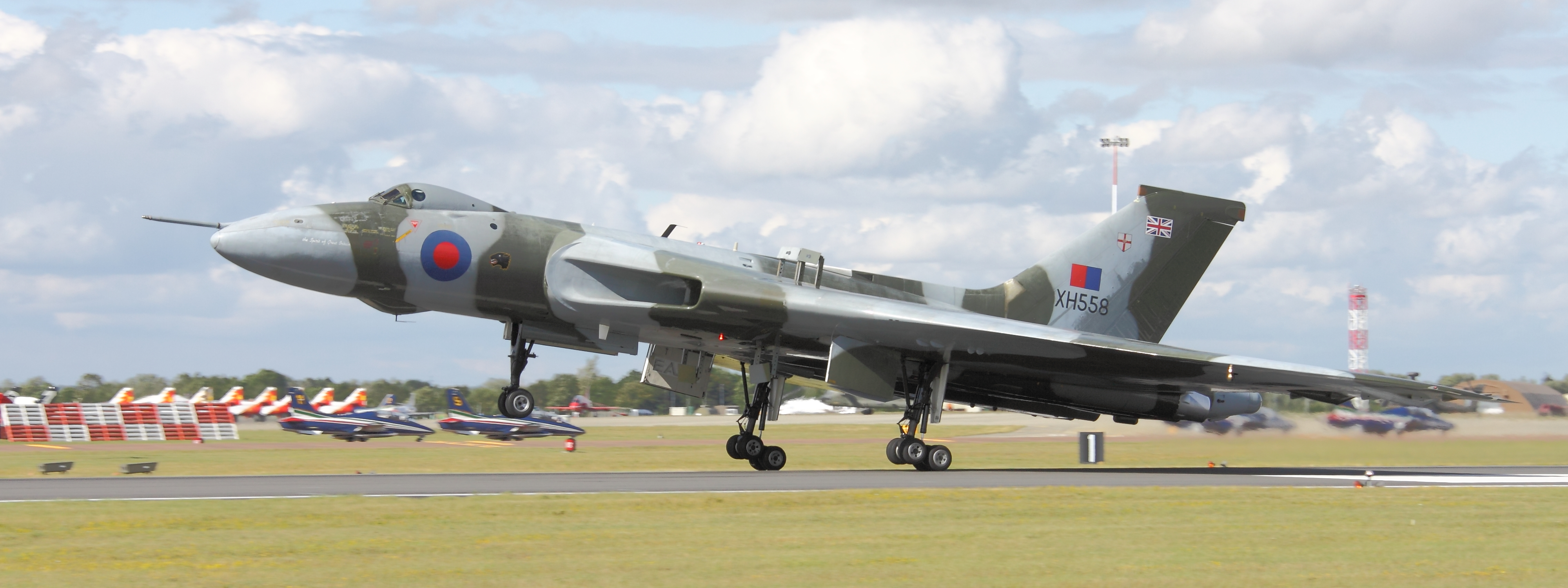
Brytyjski poddźwiękowy samolot bombowy Avro Vulcan zdolny do przenoszenia broni jądrowej

Lotnictwo bombowe (bombardzujące) – rodzaj lotnictwa wojskowego, stanowiący główną lotniczą siłę uderzeniową. Przeznaczone do niszczenia z powietrza obiektów naziemnych i morskich bombami i rakietami. Zadania wykonuje samodzielnie oraz we współdziałaniu z innymi rodzajami lotnictwa, jednostkami rakietowymi i ogólnowojskowymi związkami taktycznymi i operacyjnymi.

## Charakterystyka
Historia
Lotnictwo bombowe jako rodzaj lotnictwa bojowego wyodrębniono  w 1915 w czasie I wojny światowej. Wtedy to w użyciu pojawiły się samoloty, które nad samolotami innych rodzajów lotnictwa miały przewagę w zasięgu i długotrwałości lotu oraz w udźwigu bomb. Z nich to zaczęto tworzyć specjalne oddziały lotnicze przeznaczone pzrede wszystkim do bombardowań pozycji wroga.

W okresie międzywojennym nastąpił znaczny rozwój tego rodzaju lotnictwa, a liczba samolotów bombowych w stosunku do ogólnego stanu ilościowego lotnictwa wojskowego systematycznie wzrastała W Anglii, Niemczech, Francji i Włoszech w 1925 wynosiła średnio 25%, w 1930 – 33%, w 1935 – 38%, w 1938 – 48% i w 1940 – 50% .

W okresie II wojny światowej poszczególne mocarstwa nadal rozwijały lotnictwo bombowe. W Niemczech rozwijano lotnictwo operacyjne, którego głównym zadaniem było przede wszystkim wsparcie działań wojsk pancernych i zmechanizowanych, zwalczanie lotnictwa przeciwnika na lotniskach oraz dezorganizacja zaplecza w pasie przyfrontowym. W Wielkiej Brytanii lotnictwo bombowe używane było przede wszystkim  do bombardowań ośrodków przemysłowych, wojenno-ekonomicznych i baz morskich. Stany Zjednoczone w równym stopniu rozwijały lotnictwo bojowe operacyjne i strategiczne. W Związku Radzieckim lotnictwo bombowe współdziałało z wojskami lądowymi i marynarką wojenną, zwalczało lotnictwo nieprzyjaciela na lotniskach. W doktrynach wojennych  tych państw obowiązywała zasada zmasowanego użycia, a w nalotach brało udział po kilkaset samolotów. 

Po II wojnie światowej nastąpił rozwój jakościowy lotnictwa bombowego, a jego stan ilościowy uległ stopniowej redukcji. Coraz skuteczniejsze środki rażenia umożliwiają wykonanie zadań znacznie mniejszymi siłami. Operacyjne lotnictwo bombowe zostało zastąpione przez  lotnictwo myśliwsko-bombowe. Część zadań lotnictwa bombowego przejęły wojska rakietowe.
Podział
Ze względu na charakter wykonywanych zadań dzieli się na taktyczne i dalekiego zasięgu
. Taktyczne lotnictwo bombowe współdziała z wojskami frontu, a dalekiego zasięgu przeznaczone jest do zwalczania obiektów o znaczeniu strategicznym, położonych na głębokim zapleczu nieprzyjaciela. Zorganizowane jest w dywizje, brygady, korpusy, a niekiedy armie. 
Głównym zadaniem lotnictwa bombowego jest
- niszczenie i obezwładnienie nieprzyjaciela
- zwalczanie ośrodków broni jądrowej i wyrzutni pocisków rakietowych
- niszczenie lotnictwa nieprzyjaciela na lotniskach
- zwalczanie i niszczenie jego ośrodków gospodarczych i politycznych.